# Plevna (okręg Botoszany)
Plevna – wieś w Rumunii, w okręgu Botoszany, w gminie Suharău. W 2011 roku liczyła 191 mieszkańców.